# Západoslovenská nářečí
Západoslovenské nářečí je jeden ze tří hlavních nářečních celků slovenštiny. Západoslovenskými nářečími se mluví na území bývalé Bratislavské župy, Trenčínské župy a Nitranské župy (z poslední jen část). Používají ji i někteří dolnozemští Slováci.
Prvky západoslovenských nářečí se historicky uplatnily v kulturní západní slovenštině.

## Charakteristika
- přízvuk na první slabice slova
- slabiky ro-, lo- na začátku slov typu rovní, rola, vloni a pod.
- samohláska e ve slovech ocet, ďeň, buben, pes, oves, ven, bečka, deska, zdechnúť, kotel, sen (jako střídnice za jery) a ve slovech vieter, blázen, švager, cuker (jako vkladní hláska)
- samohláska a (v krátkých slabikách) resp. á (v dlouhých slabikách) namísto původního nosového e (např. masso, hovado, hrádeľ, zajác) v záhorských nářečích je ale místo nosového e ja nebo je (např. hovjadzí, pjet)
- výskyt zdvojených souhlásek různého původu (kromě záhoráckého nářečí), např. occa, precca, masso, frejjér, stuňňa
- skupina šč namísto spisovného šť (ešče a pod.)
- neplatí rytmický zákon
- nominativ singuláru podstatných jmen středního rodu má častěji příponu -o (vajco)
- podstatná jména mužského rodu a středního rodu zakončená na -r, -l, -z, -s při skloňování přecházejí od tvrdých vzorů k měkkým
- lokál singuláru přídavných jmen mužského rodu a středního rodu má příponu -ém (vysokém)
- instrumentál singuláru přídavných jmen ženského rodu má příponu -ú (dobrú)
- více slov se používá pouze v těchto nářečích (nebo pouze v těchto a středoslovenských nářečích nebo pouze v těchto a východoslovenských nářečích), např. čistě jen do západoslovenských nářečí spadají slova širák, ručník, strecha, hodi, kočka, sinokvet, hrebíček, egreš a pod.)[1][2]

## Dělení

### Podle Encyklopedie jazykovědy
(Identický text je v Encyklopedii Slovenska.)
Západoslovenské nářečí:
- severní podskupina západoslovenských nářečí
  - hornotrenčínské nářečí
  - kysucké nářečí
  - dolnotrenčínské nářečí
- jižní podskupina západoslovenských nářečí
  - povážské nářečí
    - podjavorinské nářečí
    - myjavské nářečí
    - [jiné]

  - trnavské nářečí
  - nitranské nářečí
- záhorská podskupina západoslovenských nářečí
  - skalické nářečí
  - jiné

### Podle Krajčoviče
Západoslovenské nářečí (makroareál západoslovenských nářečí):
- severní region (regionální areál) západoslovenských nářečí:
  - hornotrenčínské nářečí Z
  - dolnotrenčínské nářečí Z (včetně podjavorinského rajónu)
  - hornokysucké nářečí P
  - dolnokysucké nářečí P
- jižní region (regionální areál) západoslovenských nářečí:
  - zahorské nářečí Z (včetně skalického rajónu)
  - trnavské nářečí Z (včetně zvláštního rajónu od Bernolákova po Modru)
  - piešťanské nářečí Z
  - hlohovské nářečí Z
  - myjavské nářečí P
  - dolnonitrianske nářečí P

Poznámka : Z = základní areál , P = pomezní areál ( = hraniční areál )

### Podle Mruškoviče
Západoslovenský dialekt:
- severní skupina západoslovenského dialektu
  - hornotrenčínské nářečí
    - vlastní hornotrenčianske nářečí
    - kysucké nářečí
    - hornokysucké nářečí

  - dolnotrenčínské
  - povážské nářečí
    - (vlastní ) povážské nářečí
    - podjavorinské nářečí
    - myjavské nářečí
- jihovýchodní skupina západoslovenského dialektu (podnitranská skupina západoslovenského dialektu)
  - středonitranské nářečí
    - topoľčanské nářečí
    - hlohovské nářečí

  - dolnonitranské nářečí
  - dolnožitavské nářečí
- jihozápadní skupina západoslovenského dialektu
  - trnavské nářečí
  - modranské nářečí
  - zahorské nářečí
  - skalické nářečí

### Podle Kačírky a slovake.eu
Západoslovenské nářečí:
- hornotrenčínské nářečí (severotrenčínské nářečí)
- dolnotrenčínské nářečí (jihotrenčínské nářečí)
- povážské nářečí
- středonitranské nářečí
- dolnonitranské nářečí (jihonitrinské nářečí)
- nářečí trnavského okolí (trnavské nářečí)
- zahorské nářečí